# Percy Standing
Percy Standing (26 de octubre de 1882 – 17 de septiembre de 1950) fue un actor cinematográfico británico, activo en la época del cine mudo. 

## Biografía
Su nombre completo era Percy Archibald Standing, y nació en Lambeth, Londres (Inglaterra), siendo su padre el actor Herbert Standing (1846–1923). Varios de sus hermanos eran actores, entre ellos Sir Guy Standing, Wyndham Standing y Jack Standing.
Standing rodó un total de 42 filmes entre los años 1913 y 1934. Falleció en el Condado de Placer, California, en el año 1950, y fue enterrado en el Cementerio East Lawn Memorial Park de Sacramento, California.

## Filmografía
- 1913 : His Wife's Child, de Harry Solter - cortometraje
- 1913 : Unto the Third Generation, de Harry Solter - cortometraje
- 1914 : The Coryphee, de Harry Solter
- 1914 : The False Bride, de Harry Solter - cortometraje
- 1914 : he Great Diamond Robbery, de Edward A. Morange
- 1914 : A Disenchantment, de Harry Solter
- 1915 : The Pardon, de Donald MacKenzie - cortometraje
- 1915 : York State Folks, de Harry Jackson
- 1915 : The Final Judgment, de Edwin Carewe
- 1915 : Life Without Soul, de Joseph W. Smiley
- 1916 : The Fall of a Nation, de Thomas F. Dixon Jr.
- 1917 : Her Fighting Chance, de Edwin Carewe
- 1918 : The Blind Adventure, de Wesley Ruggles
- 1918 : The Song of the Soul, de Tom Terriss
- 1918 : My Four Years in Germany, de William Nigh
- 1918 : The Business of Life, de Tom Terriss
- 1918 : The Triumph of Venus, de Edwin Bower Hesser
- 1918 : A Game with Fate, de Paul Scardon
- 1918 : To the Highest Bidder, de Tom Terriss
- 1918 : Everybody's Girl, de Tom Terriss
- 1918 : Every Mother's Son, de Raoul Walsh
- 1918 : Kaiser's Finish, de Jack Harvey
- 1919 : The Captain's Captain, de Tom Terriss
- 1919 : Should a Husband Forgive?, de Raoul Walsh
- 1919 : Bonds of Love, de Reginald Barker
- 1919 : The Miracle of Love, de Robert Z. Leonard
- 1920 : A Modern Salome, de Léonce Perret
- 1920 : The Island of Wisdom, de Anthony Keith
- 1920 : The Great Day, de Hugh Ford
- 1921 : Appearances, de Donald Crisp
- 1921 : The Mystery Road, de Paul Powell
- 1921 : Sheer Bluff, de Frank Richardson
- 1922 : Half a Truth, de Sinclair Hill
- 1922 : A Gipsy Cavalier, de J. Stuart Blackton
- 1923 : The Harbour Lights, de Tom Terriss
- 1923 : The Final Problem, de George Ridgwell - cortometraje
- 1923 : Fires of Fate, de Tom Terriss
- 1923 : Becket, de George Ridgwell
- 1923 : Aaron's Rod, de A.E. Coleby - cortometraje
- 1924 : The Desert Sheik, de Tom Terriss
- 1930 : The Flame of Love, de Richard Eichberg y Walter Summers
- 1930 : Harmony Heaven, de Thomas Bentley
- 1934 : Colonel Blood, de W.P. Lipscomb